# Jordan Farmar
Jordan Robert Farmar (n. 30 de novembre de 1986 a Los Angeles, Califòrnia) és un jugador de bàsquet estatunidenc, que va debutar com professional en l'NBA en les files de Los Angeles Lakers la temporada 2006-07. Va nàixer el 30 de novembre de 1986 en Los Angeles, Califòrnia. Mesura 1,88 m i pesa 81 kg, i jugava en la posició de base.
El juliol de 2010 va ser contractat pels New Jersey Nets després d'ésser agent lliure a causa de l'arribada de Steve Blake als Lakers i la possible renovació del base Derek Fisher. Arribà a un acord per 12 milions per 3 temporades.